# هشام آدم
هشام آدم كاتب وروائي وناقد سوداني، ولد بالقاهرة في 19 آيار 1974م، 

## حياته
ينتمي هشام آدم إلى الجيل الشاب من الكتاب السودانيين، إلا أن تجربته الروائية سارت في مسار خرج عن المألوف بالنسبة إلى كُتاب جيله، حصل على بكالوریوس لغة عربیة من جامعة الخرطوم (1993-1998). صاحب نظریة جدیدة في النقد الأدبي العربي، تدعو إلى إعادة النظر في مصطلحي “روایة “و”قصة قصیرة” واستبدالهما بمصطلحي “سردیة” و”سردیة قصیرة”، ولا تعترف بما یُسمى بالنقد الموضوعي على اعتبار أن النقد لا یتجاوز كونه رأیًا ذاتیًا، حتى وإن تناول النص ولیس الناص، وتُقدم النقد الموضوعي باعتباره نقدًا ذاتیًا. له إسهامات في الرواية، والقصة القصيرة، والنقد الأدبي، كما أن له مقالات أدبية وسياسية.صدرت له خمس روايات هي «أرتكاتا» و«السيدة الأولى» و«بتروفوبيا» و«قونقليز» و«أرض الميت»، وهي روايات لا تُخفي سعي كاتبها إلى الخروج عن عمود السرد السوداني من حيث التجديد في الحكي لغة وفضاءات وأحداثا وشخوصا.

## النتاج الروائي
- أرتكاتا، 2008
- السیدة الأولى، 2009
- أرض المیت، 2009
- بتروفوبیا، 2009
- قونقلیز، 2010
- كاجومي، [3]2015

- هرطقات في النقد الأدبي المعاصر، 2015

- المسلمون الجدد، [3]2017

## الجوائز
• الجائزة الأولى لمسابقة جائزة الطيب صالح للإبداع الروائي 2010 عن سردیة “قونقلیز”
• الجائزة الثانیة لمسابقة جائزة الطيب صالح العالمية للإبداع الكتابي 2015 عن سردیة “كاجومي”
• شارك في ندوة تجلیات الأجناس الأدبیة بالریاض في السعودیة عام 2005
• شارك في مؤتمر الروایة السودانیة في بروكسل ببلجیكيا عام 2012
• شارك في ندوة (مفاهیم جدیدة في النقد الأدبي العربي) عام 2015 في لاهاي بهولندا